# Северо, Алехандро
Хо́рхе Алеха́ндро Севе́ро Корде́ро (исп. Jorge Alejandro Severo Cordero; род. 27 августа 2005, Артигас) — уругвайский футболист, вингер клуба «Расинг» (Монтевидео).

## Клубная карьера
Северо — воспитанник столичного клуба «Расинг». 16 июня 2024 года в матче против «Пеньяроля» он дебютировал в уругвайской Примере. 27 ноября в поединке против «Бостон Ривер» Алехандро забил свой первый гол за «Расинг».

## Международная карьера
В 2025 году Северо в составе молодёжной сборной Уругвая принял участие в молодёжном чемпионате Южной Америки в Венесуэле. На турнире он сыграл в матчах против команд Бразилии, Перу, Венесуэлы, Аргентины, Колумбии, а также дважды Парагвая и Чили. В поединках против парагвайцев и колумбийцев Алехандро забил по голу.